# Långtjärnen (Edefors socken, Norrbotten, 732263-172534)
Långtjärnen är en sjö i Bodens kommun i Norrbotten och ingår i Piteälvens huvudavrinningsområde. Sjön har en area på 0,079 kvadratkilometer och ligger 226,6 meter över havet. Sjön avvattnas av vattendraget Brännmyrbäcken.

## Delavrinningsområde
Långtjärnen ingår i det delavrinningsområde (732266-172525) som SMHI kallar för Utloppet av Långtjärnen. Medelhöjden är 234 meter över havet och ytan är 0,4 kvadratkilometer. Räknas de 2 avrinningsområdena uppströms in blir den ackumulerade arean 7,48 kvadratkilometer. Brännmyrbäcken som avvattnar avrinningsområdet har biflödesordning 3, vilket innebär att vattnet flödar genom totalt 3 vattendrag innan det når havet efter 81 kilometer. Avrinningsområdet består mestadels av skog (75 procent). Avrinningsområdet har 0,08 kvadratkilometer vattenytor vilket ger det en sjöprocent på 18,8 procent.